# Toyota Ventury Majesty
De Toyota Ventury Majesty is een bestelbus van het Japanse automerk Toyota. De auto is de luxere versie van de Toyota Ventury en is gebaseerd op de Toyota Hiace. De Toyota Ventury Majesty werd uitsluitend in Thailand verkocht en kostte daar 2.200.000 baht (ca. 50.000 euro). De auto was de duurste Toyota die in Thailand werd verkocht en was te koop vanaf 2007. De auto was in ieder geval in 2012 niet meer te koop.
Er was van de Toyota Ventury Majesty één versie beschikbaar. Deze versie heeft een elektronisch geïnjecteerde 2TR-FE vier-cilinder-in-één-lijn-benzinemotor met een inhoud van 2694 cc. De motor levert 151 pk (111 kW) bij 4800 tpm en heeft een koppel van 241 Nm bij 3800 tpm. De Toyota Ventury Majesty heeft een automaat met vier versnellingen. De auto heeft een lengte van 4,840 m, een breedte van 1,880 m en een hoogte van 2,105 meter. De wielbasis bedraag 3,110 meter en de Toyota Ventury Majesty heeft zes zitplaatsen verdeeld over drie zitrijen.
Het interieur bevat ivoor en berkenhout.